# Lusonectes
Lusonectes sauvagei is een lid van de Plesiosauria dat tijdens de vroege Jura leefde in het gebied van het huidige Portugal.

## Vondst en naamgeving
In 1897/1898 beschreef Henri Émile Sauvage een kop van een plesiosauriër welke hij aantrof in de verzameling van het Museu Geológico van Lissabon en die blijkens twee labels gevonden was 1500 meter ten oostnoordoosten van het dorp Alhadas nabij Murtede. Dat maakt het waarschijnlijk dat het fossiel gevonden was door de Zwitser Paul Choffat die een decennium eerder geologische kaarten maakte van het gebied. Sauvage identificeerde het stuk als een Plesiosaurus sp. en dat werd lange tijd gevolgd totdat sterk vergrote kennis van de plesiosauriërs het in de eenentwintigste eeuw mogelijk maakte te concluderen dat het om een nog onbekend taxon ging.

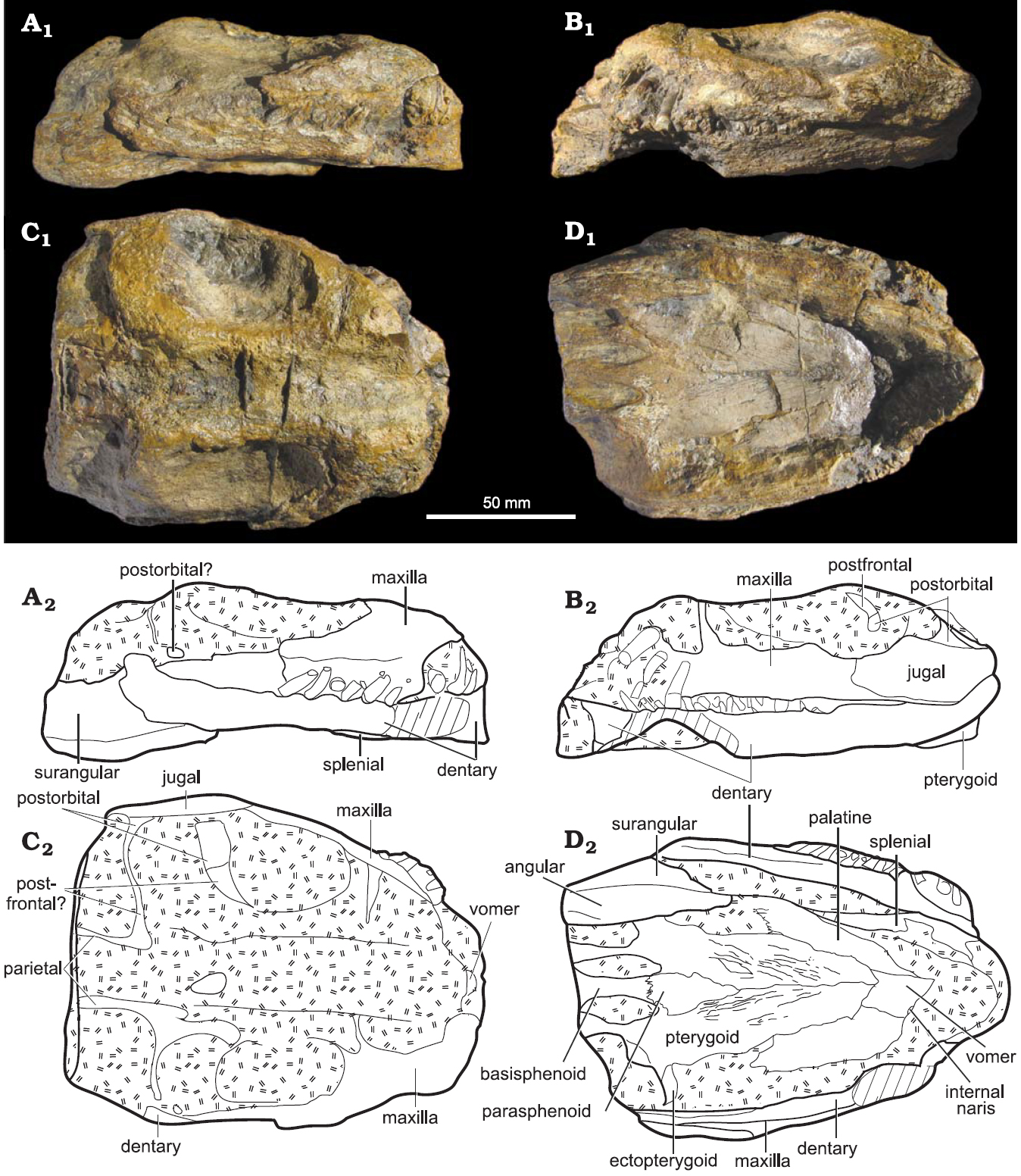
Het holotype

In 2012 werd de typesoort Lusonectes sauvagei benoemd en beschreven door Adam Stuart Smith, Ricardo Araújo en Octávio Mateus. De geslachtsnaam combineert een afkorting van Lusitania, Latijn voor het Portugese gebied, met een Grieks nèktès, "zwemmer". De soortaanduiding eert Sauvage. Lusonectes was de eerste Portugese plesiosauriér die benoemd werd.

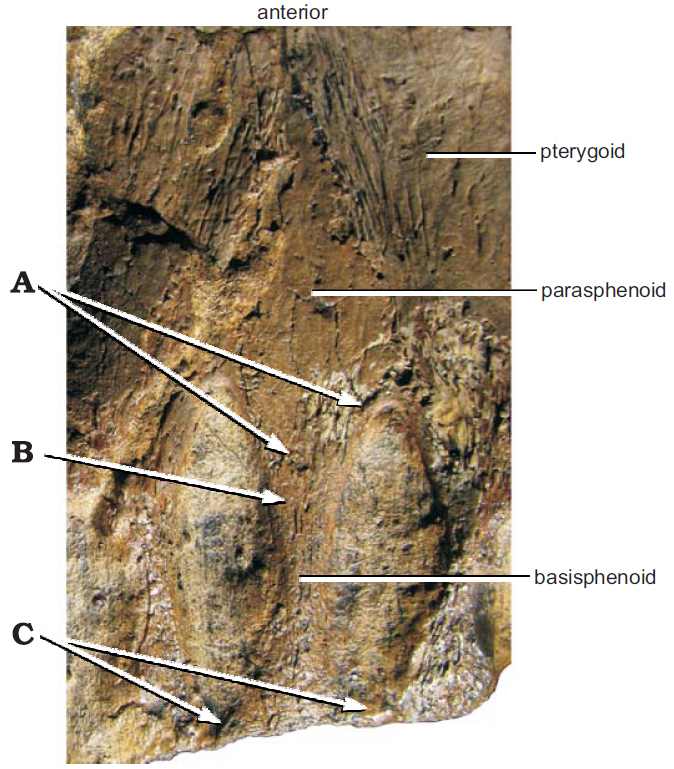
Het verhemelte en onderste hersenpan

Het holotype, MG 33, is gevonden in een laag van de São Gião-formatie die dateert uit het Toarcien. Het bestaat uit een schedel met verbonden onderkaken.

## Beschrijving
De schedel van het holotype heeft een bewaarde lengte van 127 millimeter. Zelfs in aanmerking genomen dat een stukje van de achterkant ontbreekt, dat de nek vermoedelijk lang was en de schedel kortsnuitig, kan de lichaamslengte niet meer dan enkele meters hebben bedragen.
De beschrijvers stelden enkele onderscheidende kenmerken vast. Eén ervan is een autapomorfie, unieke afgeleide eigenschap. Het dolkvormig uitsteeksel van het parasfenoïde, aan de voorzijde van de hersenpan, is breed, driehoekig en even lang als de achterste holten tussen de pterygoïden van het verhemelte. De tanden zijn glad zonder richels en dat zou ook een autapomorfie kunnen zijn maar is wellicht een gevolg van erosie van het fossiel.
Daarnaast is er een unieke combinatie van op zich niet unieke kenmerken. Het jukbeen raakt de rand van de oogkas. Door de achterste holten tussen de pterygoïden is een opvallende beennaad zichtbaar tussen het parasfenoïde en het basisfenoïde. De onderzijde van het parabasisfenoïde (verbonden parasfenoïde en basisfenoïde) draagt geen kiel waarbij de voorzijde van de onderkant plat is en de achterzijde zwak bol. Een voorste holte tussen de pterygoïden ontbreekt. De onderzijden van de pterygöide hebben evenwijdige richels op het verhemelte.

## Fylogenie
Lusonectes is in de Microcleididae geplaatst, onder Occitanosaurus.